# 敕使街道
敕使街道，是指台灣日治時期，1923年日本皇太子裕仁（即後來的昭和天皇）等日本皇族至台灣參拜台灣神社時所走的道路。當時日本皇族自基隆登岸，坐火車進入台北以後，由台北火車站出發，經此街道直達位於劍潭山的台灣神社祭拜。此街道也稱「御成街道」。
二戰後，中華民國接收台灣，為紀念中華民國國父孫中山，國民政府將此道路與明治橋改名為「中山」；今日的台北市區的中山北路從行政院到中山橋的路段，即為昔日的敕使街道。與以前相同的一點是，中山北路仍然為台北市最重要的南北向道路。

## 沿路設施
- 台北市役所
- 御成町市場
- 美國領事館
- 馬偕醫院
- 中華民國駐台北總領事館
- 圓山公園
- 圓山別莊